# Liste der Monuments historiques in Soye
Die Liste der Monuments historiques in Soye führt die Monuments historiques in der französischen Gemeinde Soye auf.

## Liste der Immobilien
| Bezeichnung     | Beschreibung                                        | Standort                 | Kennzeichnung | Schutzstatus | Datum | Bild           |
| --------------- | --------------------------------------------------- | ------------------------ | ------------- | ------------ | ----- | -------------- |
| Château de Soye | zwei Rundtürme der ehemaligen Burg, 16. Jahrhundert | 21 Rue de la Veue (Lage) | PA00101783    | Inscrit      | 1991  | weitere Bilder |

## Liste der Objekte
| Bezeichnung                   | Beschreibung                       | Standort                       | Kennzeichnung | Schutzstatus | Datum | Bild |
| ----------------------------- | ---------------------------------- | ------------------------------ | ------------- | ------------ | ----- | ---- |
| Prozessionskreuz              | Bronze, vergoldet, 16. Jahrhundert | in der Kirche St-Dizier (Lage) | PM25001361    | Classé       | 1908  |      |
| Skulptur Unterweisung Mariens | Stein, 16. Jahrhundert             | in der Kapelle Ste-Anne (Lage) | PM25001362    | Classé       | 1910  |      |